# Giuseppe Arena
Giuseppe Arena   (Malta, 1713 - Nàpols, 6 de novembre de 1784) va ser un compositor i organista italià, conegut sobretot per les seves òperes.
Giuseppe Arena a partir de 1725 va estudiar al conservatori de música Poveri di Gesù, on entre els seus professors hi havia Gaetano Greco i el seu successor Francesco Durante. Pergolesi també va començar a estudiar al mateix conservatori l'any 1725.
Potser va treballar per al príncep de Bisignano, i també es diu que va ser l'organista de l'església de San Filippo Neri a Nàpols.
El 1738 es va estrenar a Roma la seva primera òpera, Achille in Sciro, igual que Il vello d'oro el 1740 i Farnace el 1742. Altres obres es van estrenar a Torí, amb La clemenza di Tito el desembre de 1738 i Artaserse el 1741, any que va veure l'estrena de Titus a Venècia, mentre que Nàpols va ser el primer lloc on, el 1746, es va representar Il vecchio deluso.Més tard en la seva carrera va compondre sobretot obres per a grups més reduïts. També va escriure un tractat, Principij di musica con intavolature di cembalo e partimenti.
Se li coneixen altres peces com:
- Composició per a música per a la solemnitat del Corpus Domini (1765, Nàpols)
- Christus per a 2 sopranos i baix continu
- Ave Maria per a soprano i orgue